# Bachelor of Engineering
Der Bachelor of Engineering – kurz: B.Eng. oder BEng, in einigen Ländern auch BE – ist ein akademischer Grad, der durch das Bachelor-Studium einer Ingenieurwissenschaft erlangt werden kann. Es ist ein erster berufsqualifizierender Hochschulabschluss, der ebenso für ein konsekutives Master-Studium berechtigt.

## Bologna-Prozess
Durch den Bologna-Prozess wurde der akademische Grad des Diplom-Ingenieurs in allen Hochschulsystemen durch die Bachelor- und Master-Abschlüsse ersetzt. Der Bachelor, mit einer Regelstudienzeit von sechs bis sieben Semestern, ersetzt hierbei das Diplom der Fachhochschulen sowie das Diplom I der Gesamthochschulen, das jeweils eine Regelstudienzeit von sieben oder acht Semestern aufwies. Der Master, mit einer weiteren Dauer von drei bis vier Semestern, ersetzt das Diplom der Universitäten sowie das Diplom II der Gesamthochschulen, welches in der Regel zwischen neun und zehn Semester betrug.
In Deutschland, Österreich und der Schweiz ist jedoch für Ingenieurwissenschaften nicht festgelegt, ob der Bachelor of Engineering oder der Bachelor of Science vergeben werden soll. Welcher Bachelor-Grad nach Abschluss des Studiums vergeben wird, ist in der Prüfungsordnung der jeweiligen Hochschule festgelegt.
Anders als beim Diplom, ist beim Bachelor und Master nicht mehr der Hochschulzusatz im akademischen Grad enthalten. Während beim Diplom-Ingenieur einer Fachhochschule der Dipl.-Ing. (FH) vergeben wurde, ist das Kürzel (FH) aufgrund der hochschulübergreifend gleichgestellten Abschlüsse nicht mehr notwendig. Ebenso ist es nicht mehr möglich auf das Studienfach zurückzuschließen. So erhielten beispielsweise Absolventen des Studiengangs Wirtschaftsingenieurwesen den akademischen Grad Diplom-Wirtschaftsingenieur, während sie nun ebenso sowohl den B.Eng. als auch den B.Sc. verliehen bekommen können.

## Weitere Grade
Der Bachelor of Engineering hat besonders im Ausland aufgrund seiner vielen Vertiefungsrichtungen und Studiengänge eine leicht abgewandelte Bezeichnung, so werden unter anderem auch folgende akademische Grade vergeben:
- Bachelor of Science in Engineering (BSc in Eng.)
- Bachelor of Business Engineering (BBE)
- Bachelor of Business Administration and Engineering (BBAE)